# 番薯圓

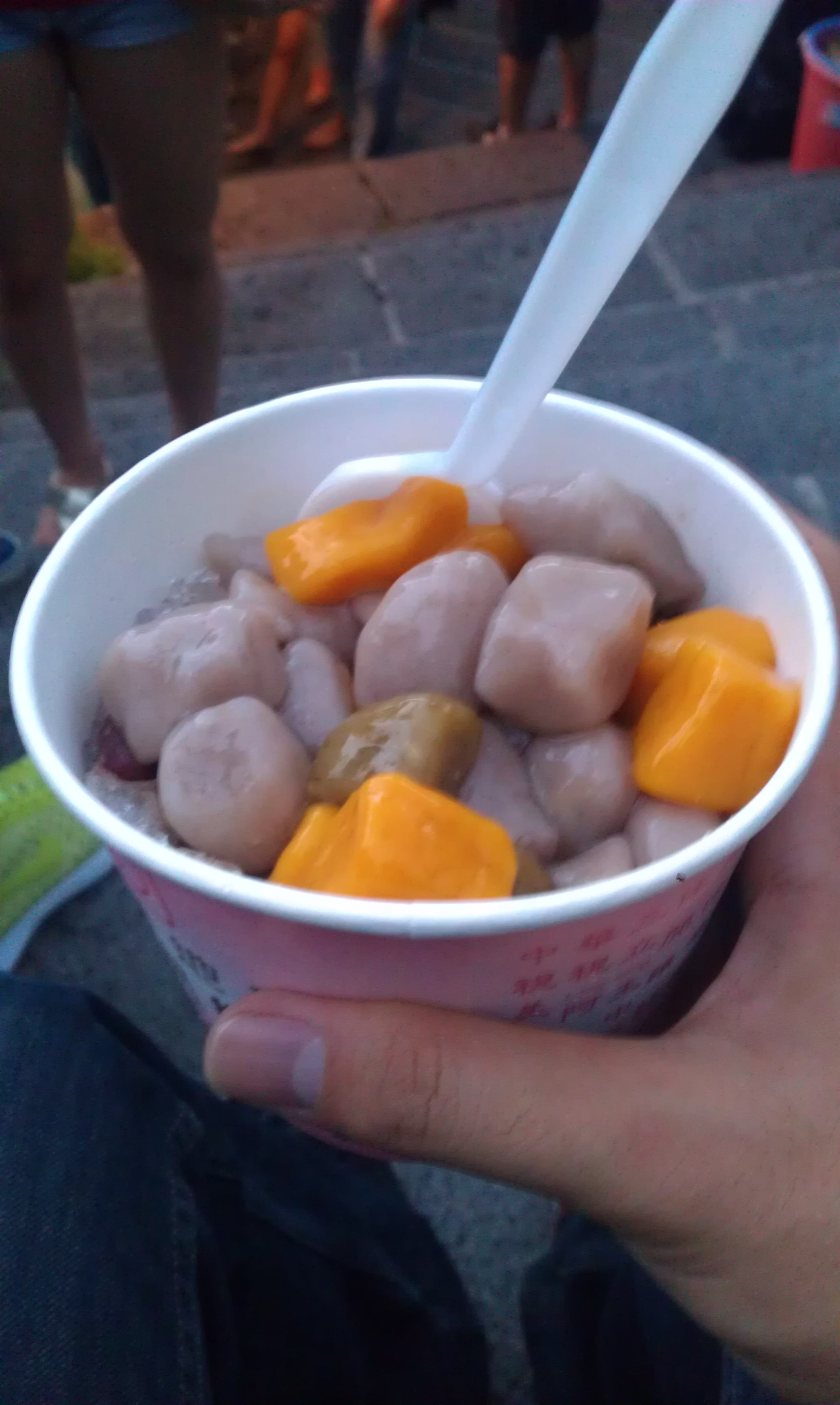
芋圓和番薯圓

蕃薯圓是將地瓜漿加入麵粉煮成的湯圓。因為加入地瓜漿、樹薯粉，所以蕃薯圓呈現半透明晶瑩剔透光澤，格外有嚼勁，與芋圓製作相同，也可與芋圓同煮。

## 外观和食用方法
- 加龍眼（桂圓）乾、蓮子同煮再予冰凍，成為消暑甜湯。
- 或是加花生仁，成花生蕃薯圓。
- 冬天加薑汁，趁熱吃喝保暖營養。
- 通常是台菜宴席最後一道菜甜湯，去油解膩。